# Fernand Rigaux
Fernand Guillaume Joseph Rigaux, född 1905, död 21 december 1962, var en belgisk astronom.
Minor Planet Center listar honom som F. Rigaux och som upptäckare av åtta asteroider mellan 1933 och 1941. Tillsammans med Sylvain Arend upptäckte han kometen 49P/Arend-Rigaux.
Asteroiden 19911 Rigaux är uppkallad efter honom.

## Asteroider upptäckta av Fernand Rigaux
| 1292 Luce    | 17 september 1933 |
| 1378 Leonce  | 21 februari 1936  |
| 1458 Mineura | 1 september 1937  |
| 1555 Dejan   | 15 september 1941 |
| 3280 Grétry  | 17 september 1933 |
| 4908 Ward    | 17 september 1933 |
| 7000 Curie   | 6 november 1939   |
| 19911 Rigaux | 26 mars 1933      |